# Saramacca
Saramacca é um dos 10 distritos do Suriname. Sua capital é a cidade de Groningen.

## Historia
Como os quilombos no Brasil, os Saramaccanos eram ex–escravos, fugidos de seus senhores no período colonial. Depois uma época de conflitos com o governo colonial Holandês, eles fizeram um tratado de paz com os Holandeses no dia 19 de Setembro 1762: os Saramaccanos puderam viver livre e autônomo provando que eles entregaram novos fugidos aos Holandeses. Outros grupos Africanos livres do interior de Suriname -chamados Marrons- fizeram tratados iguais. Por isto, a cultura Saramaccana continua existir até agora, enquanto a cultura dos quilombos no Brasil acabou.
Durante o "Binnenlandse Oorlog" (Guerra do Interior) entre 1980 e 1988, o meio dos Sarramaccanos fugiu para Guiana Francesa onde eles moram até hoje.

## Subdivisões
O distrito está subdivido em 6 localidades (em neerlandês:ressorten):
- Calcutta
- Groningen
- Jarikaba
- Kampong Baroe
- Tijgerkreek
- Wayamboweg